# Kinopuskin
A Kinopuskin egy magyar alternatív rock együttes. Országos hírűnek és jelentőségűnek főként a '90-es évek elején számított.

## Történet
1987-ben alakult meg a zenekar Balassagyarmaton, egy humorosra sikeredett gimnáziumi szalagavatón való "első koncert" következtében. A tagok ekkor még valamennyien 18-19 évesek voltak, a frontember, Csach Gábor nagy ambíciókkal kezdett bele a szövegírásba. A zenekar gerincét a kezdetektől kezdve a mai napig a Csach fivérek adták. A kezdeti időszakban a Kinopuskin zeneiségéből kihagyhatatlanok voltak a női vokál, a rézfúvósok. Az együttes főleg az undergroundra szomjas fiatalokat célozta meg közönségnek, amit el is értek egyedi hangzással, és szövegvilágukkal. Az 1980-as évek underground feelingje, az Európa Kiadó, a Kontroll Csoport és az Albert Einstein Bizottság hatása érződött zenéjükön, ezt megspékelték a "Little town Feeling-gel", azaz tudatosan nem Budapesten próbáltak szerencsét, hanem maradtak balassagyarmati együttes.
1989-ben készítették el első nagylemezüket egy salgótarjáni stúdióban, amely a Matiné címet kapta. 1989-90-re már rendszeres fellépői voltak a Pál Utcai Fiúk, a Kispál és a Borz és a Sex Action mellett a Fekete Lyuknak, a kor egyik legkiemelkedőbb underground műhelyének. Mondhatni zenetörténelmet írtak: Nógrád megye első könnyűzenei együttese, amely nagylemezt adott ki. Ráadásul nem is akármilyet: a Matiné sorra kapta a kritikusoktól a dicséreteket.
1992-ben jött a második album Aha Oe Feii (egy Gauguin festmény címe: mi az, féltékeny vagy?) néven. Ebben az időben, sorozatos tagcsere mellett (pl. megszűnt a női vokál) barátkoztak össze a Kinopuskin és a Kispál és a Borz tagjai, melynek eredményeképpen 1994-re felvették a Taxizene című közös számot. "A Kinopuskin Magyarország legjobb funky zenekara" (Lovasi András) Innen származik az "Ipolyfunk" stílusmegnevezés.
1994-ben adták ki újabb, Cinema Vendetta című albumukat, amelybe már erősen bekerültek jazz-es, funky-s alapok, de a Kinopuskin egyediségén mit sem változtatott, sőt, a hangtechnika is egyre minőségibbé vált. Ekkor került be a mostani dobos, Varga Zsolt a zenekarba.
1995-ben nagy anyagi traumák érték az együttest: a Sziget fesztiválon kétszer is kirabolták őket, és a zenei munkát is megannyi dolog akadályozta. Mindezek eredményeképpen 1-2 éves csúszással 1998-ban jelent meg a máig is utolsó nagylemezük, az Aszpik kitűnő vendégmuzsikusokkal.
Ezután a zenekar új basszusgitárost szerzett, Petői Pál személyében, aki azóta is ellátja ezt a posztot. A Kinopuskin 1998 óta "nyugdíjas tempóra váltott". Előbbre kerültek a "polgári erények", így a zenélés nem szűnő vasárnapi szinten maradt, új lemez azóta sem készült.
2008-ban megjelent a Tűzoltókrém 1987-2007 A Kinopuskin Élcsapat Tánczenekar első 20 éve című könyv DVD/CD melléklettel, számtalan forrásértékű dokumentummal egy kisváros és a magyar rendszerváltás körüli underground történetéről.

### A név
Kinopuskin: Tasmán ősrágcsáló = Kinopu (radiatus testet) bőréből készült heretartó. Duplán Kín-os mű. Puskin mozi németül vagy oroszul. Puskint, az orosz irodalom nagy személyiségét látták felvállalhatónak bátor öngyilkossága miatt, és a pesti Puskin moziban látták először a tagok a legendás Gyalog galopp című filmet stb.

## Tagok
- Csach Gábor (ének, gitár, fuvola)
- Csach Gyula (vokál, gitár)
- Petői Pál (basszusgitár)
- Varga Zsolt (dobok)

## Volt tagok és a Kinopuskinnal közös fellépők
- Suba Viktória
- Suba Egon
- G. Bulya Pál
- Zonda Pupa Tamás
- Kecskés Ernő Ede
- Márton Mónika
- Sziládi Kriszta
- Adorján Gábor
- Szabó Péter
- Kis-Hajdu Zoltán
- Fadgyas Gitta
- Siket Tamás
- Molnár Éva
- Gonda János
- Katona Pál
- Kis-Ádám István
- Szumutku Attila
- Rozek Tamás
- Kovács László
- Ember Péter
- Szandai Mátyás
- Németh Gábor
- Ágoston Béla
- Farkas Zoltán
- Lombos Márton
- Imre Norti
- Lovasi András

## Külső hivatkozások
A Kinopuskin zenekar hivatalos oldala